# 口腔医疗器械
'口腔医疗器械是在口腔疾病或是口腔整形手术中医生所使用的医疗器械 。小到补牙的填充物，大到一些检测仪器，都属于口腔医疗器材之列。
口腔科中涉及到的疾病、手术有很多种，所要用到的器材又有很多种，以下根据他们的应用范围分为以下几类：
一、口腔科设备及器具
二、口腔科手术器械
三、口腔科材料
四、技工室设备
五、技工室器具
六、技工室材料
七、牙科家具